# Martin Luther King Day
Il Martin Luther King's Day è una festività nazionale statunitense in onore dell'attivista e Premio Nobel per la pace Martin Luther King (15 gennaio 1929 - 4 aprile 1968) che si celebra il terzo lunedì di gennaio, un giorno vicino cioè al 15 gennaio, giorno della sua nascita.

## Storia
Pochi giorni dopo la morte di Martin Luther King John Conyers propose un giorno in suo onore, una festività, ma la proposta non venne accolta. Conyers e Shirley Chisholm proposero a ogni seduta del congresso tale idea, per 15 anni consecutivi, e fra i vari tentativi si ricorda quello del 1979, quando – dopo aver superato la Camera – la proposta venne bocciata al Senato.
A partire dal 1978 si organizzarono delle marce in favore del festeggiamento del leader dei diritti civili. Lo stato della California divenne il terzo stato a festeggiare l'evento. Nel 1980 parteciparono 100.000 persone alla marcia per chiedere che la festività venisse riconosciuta legalmente. Fra i sostenitori della festività vi fu anche Strom Thurmond, che ostacolò il pastore in vita, il quale affermò che tale atto era dovuto per rispetto alla persona.
Nel 1983, con 338 voti contro 90 alla Camera e 78 contro 22 al Senato, la proposta divenne legge. Il Presidente Ronald Reagan firmò l'istituzione della festa nazionale per commemorare Martin Luther King, che veniva celebrata il terzo lunedì di gennaio. Il primo Martin Luther King Day venne osservato il 20 gennaio 1986. Non tutti i 50 Stati però riconobbero subito questa festività, e alcuni la celebravano con nomi diversi.
Alla fine del 1992 erano due gli stati che ancora non celebravano tale ricorrenza: Arizona e il New Hampshire. Il New Hampshire in realtà festeggiava la ricorrenza con il nome di Civil Right Days, che nel 1999 cambierà nome uniformandosi agli altri stati; diversa invece la situazione nell'Arizona, dove non vi era alcuna ricorrenza similare. Il 18 gennaio 1993 il Martin Luther King Day venne celebrato per la prima volta in tutti gli stati degli USA.